# 루트비히 보르카르트
루트비히 보르카르트(독일어: Ludwig Borchardt, 1863년 10월 5일 ~ 1938년 8월 12일)는 독일의 이집트학자이자 고고학자이다.

## 생애

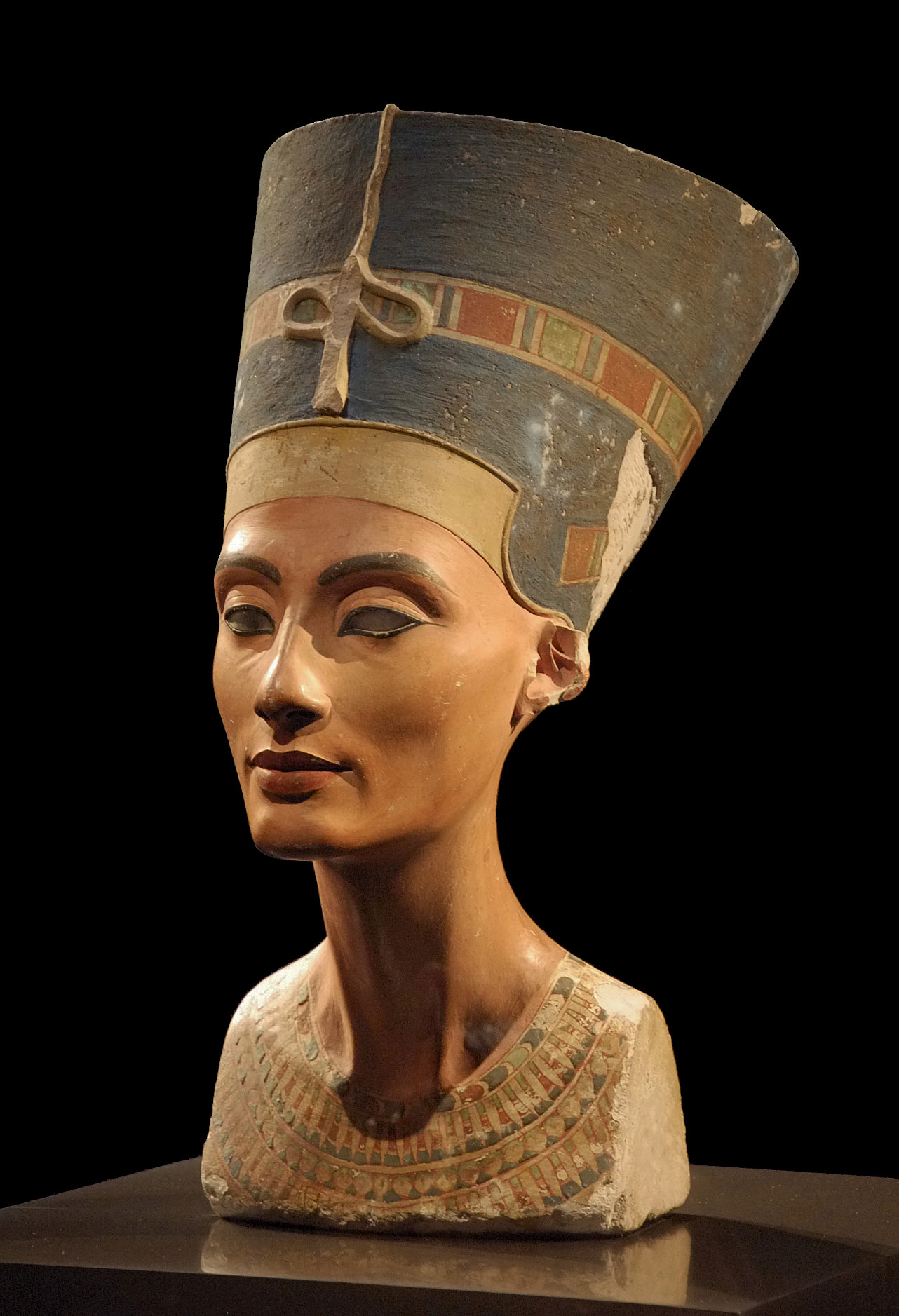
네페르티티 왕비 흉상

1863년에 독일 베를린에서 태어났다. 이집트학자 아돌프 에르만(Adolf Erman, 1854년 ~ 1937년) 문하에서 건축학과 이집트학을 공부하였다. 프랑스 이집트학자 가스통 마스페로(Gaston Maspero, 1846년 ~ 1916년)와 함께 《카이로 박물관 총목록》(Catalogue Général du Musée du Caire)을 간행하였다. 1907년에 이집트 카이로에 고고학 연구소를 설립하였다. 1912년에 이집트 아마르나에서 조각가 투트모스(Thutmose)의 공방을 찾아내어 네페르티티 왕비 흉상을 발굴하였다. 1938년에 프랑스 파리에서 사망하여 카이로에 묻혔다.